# Orešje Humsko
Orešje Humsko is een plaats in de gemeente Hum na Sutli in de Kroatische provincie Krapina-Zagorje. De plaats telt 205 inwoners (2001).